# Олександр Кокулар
Олександр Кокулар (пол. Aleksander Kokular, 9 серпня 1793, Варшава — 6 квітня 1846, там же) — польський художник, колекціонер і педагог. Професор живопису.

## Біографія
Син варшавського купця. Здобув академічну освіту. Почав вивчати живопис у столичному ліцеї під керівництвом Зиґмунта Фоґеля. 1814 року продовжив навчання у Віденській Академії образотворчих мистецтв. Учень Йоганна Баптиста Лампі (Старшого). 1817 року закінчив Академію Святого Луки в Римі.
1818 року, повернувшись до Варшави, О. Кокулар — один із провідних представників мистецької спільноти Варшави, активно долучився до художнього та педагогічного життя столиці. Працював викладачем малюнка у столичному ліцеї, пізніше навчав каліграфії.
У 1824—1826 роках, як стипендіат, знову відвідав Італію, де вивчав твори майстрів живопису. Великий вплив в цей період справили на нього полотна художників Жака-Луї Давіда та Вінченцо Камуччіні.
У 1835—1841 роках, у Варшаві організував приватну школу живопису й малюнка, одночасно викладав на Додаткових курсах (1836—1838) і в Александрівському інституті освіти міщанських дівчат (1838—1840). Із 1841 по 1844 рік викладав у Варшаві в реальній гімназії.
1844 року разом із Я. Ф. Пиварським став засновником Варшавської школи образотворчих мистецтв (нині Академія образотворчих мистецтв, де з того ж року працював професором живопису й малюнка.
Серед його учнів були Ципріан Каміль Норвід, Тадеуш Бродовський, Владислав Геліодор Гуминський та ін.

## Творчість
Олександр Кокулар — представник пізнього класицизму. Автор картин на історично-міфологічні та релігійні сюжети.
Талант Олександра Кокулара найбільше проявився в мистецтві портретів, в першу чергу — чоловічих, враховуючи імператора Миколи I, намісника Царства Польського І. Ф. Паскевича, графа О. С. Потоцького, окрім того, моделями для його полотен були представники інтелігенції, буржуазії і духовенства польської столиці (враховуючи портрет свого вчителя Зиґмунта Фоґеля, польського композитора Марії Шимановської та ін.).
Був ініціатором торгів антикваріатних витворів мистецтв у Варшаві. У 1830—1840 роках реставрував і продавав картини з колекції графа О. С. Потоцького.
Похований на Повонзківському цвинтарі у Варшаві.

## Обрані картини

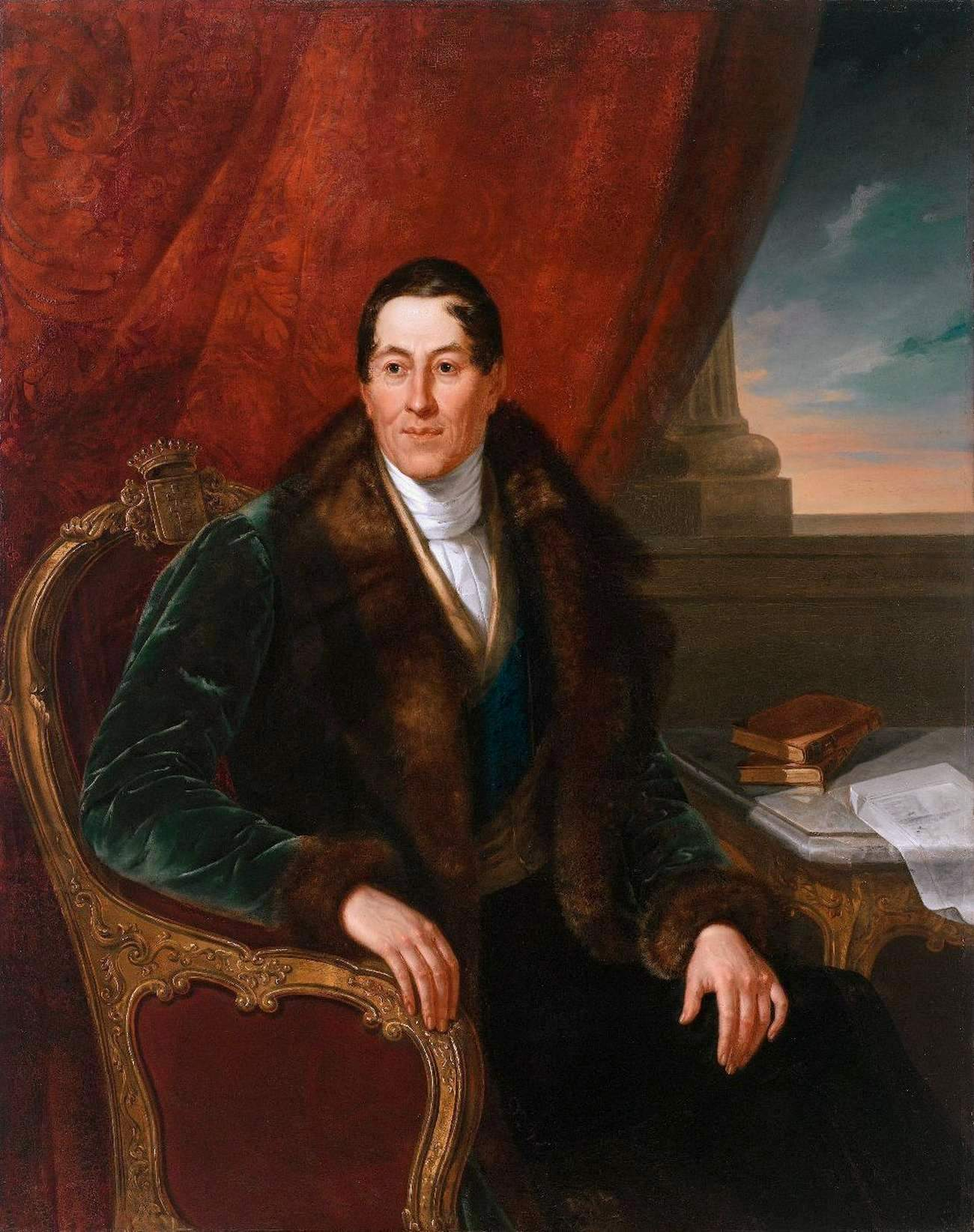
Граф Олександр Станіслав Потоцький
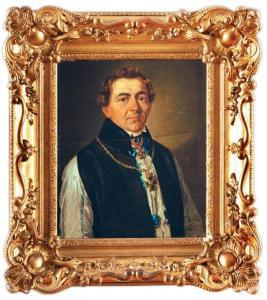
Портрет кабальєро з хрестом 1830
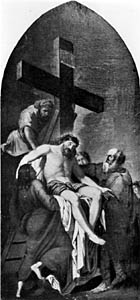
Зняття з хреста (1840)
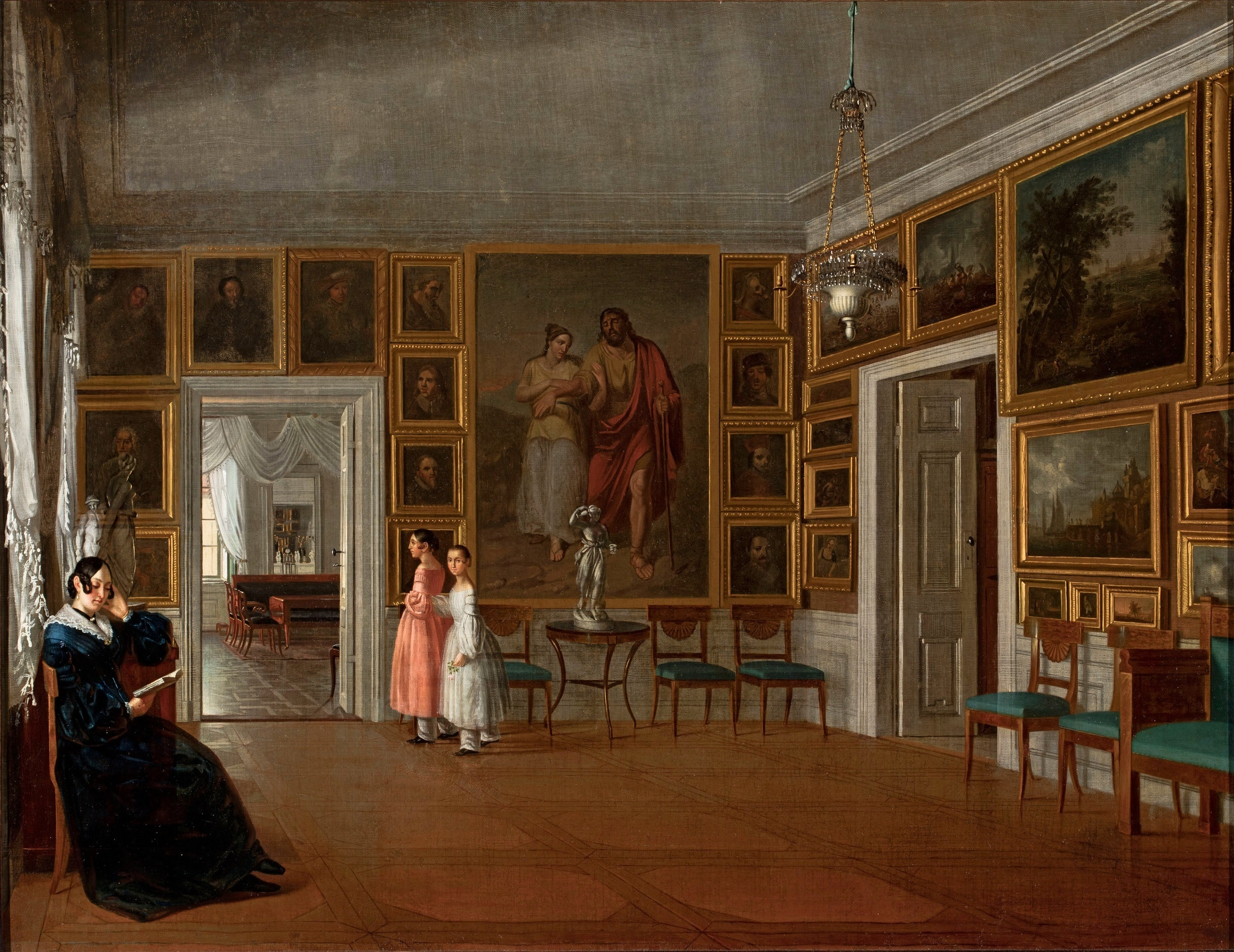
Салон у будинку художника (1830)
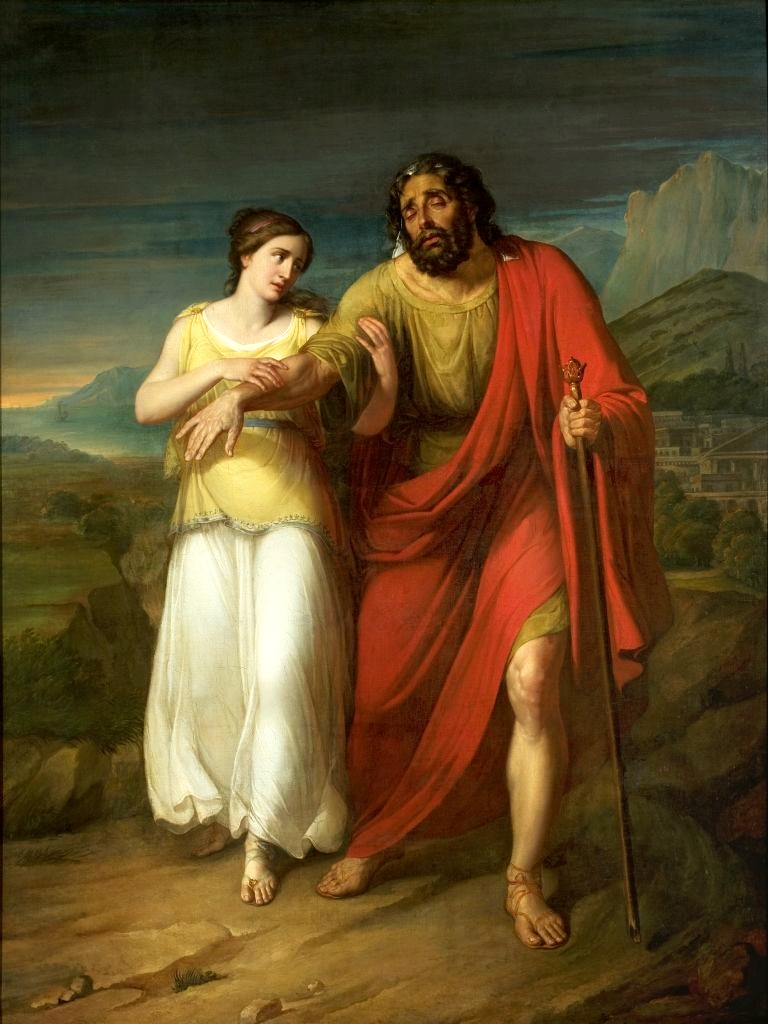
Едіп і Антігона. 1825